# Lista de cidades do Reino Unido por população
Esse é um artigo baseado em artigos "Wikipedia" de diversos idiomas que contém a lista e o número aproximado de habitantes das maiores cidades do Reino Unido.
| Nº | Cidade         | População (2019) |
| -- | -------------- | ---------------- |
| 1  | Londres        | 8 982 679        |
| 2  | Birmingham     | 1 149 360        |
| 3  | Glasgow        | 626 410          |
| 4  | Manchester     | 553 230          |
| 5  | Sheffield      | 518 090          |
| 6  | Liverpool      | 496 784          |
| 7  | Edimburgo      | 488 050          |
| 8  | Bristol        | 472 500          |
| 9  | Leeds          | 443 247          |
| 10 | Leicester      | 373 399          |
| 11 | Cardiff        | 362 800          |
| 12 | Bradford       | 278 984          |
| 13 | Coventry       | 267 755          |
| 14 | Kingston       | 265 615          |
| 15 | Belfast        | 258 659          |
| 16 | Plymouth       | 253 188          |
| 17 | Stoke-on-Trent | 249 086          |
| 18 | Derby          | 247 530          |
| 19 | Wolverhampton  | 246 136          |
| 20 | Nottingham     | 240 373          |
| 21 | Southampton    | 236 895          |
| 22 | Portsmouth     | 203 646          |